# Jidai Matsuri
O Jidai Matsuri (時代祭り) Festival das Eras é um festival tradicional japonês (também chamado de matsuri) que acontece em 22 de outubro todos os anos em Quioto, Japão. É um dos três grandes festivais de Quioto, sendo que os outros dois são o Aoi Matsuri, que acontece anualmente em 15 de maio, e o Gion Matsuri, que ocorre anualmente de 17 a 24 de julho. É um festival celebrado por pessoas de todas as idades, que participam em uma recriação histórica com roupas da época, representando vários períodos e personagens na história feudal japonesa.
O Jidai Matsuri data da realocação da capital japonesa para Tóquio em 1868. Isto envolveu a realocação do Imperador do Japão e sua família imperial, o Palácio Imperial e milhares de representantes do governo para a cidade. Temendo a perda de Quioto em glória e interesse de seu povo, o governo da cidade e o governo da província de Quioto comemoraram o 1100º aniversário da fundação do Heian-kyō (平安京), que era o antigo nome de Quioto, em 794, época do Imperador Kammu (桓武天皇, Kanmu-tennō) (737 - 806). Para inaugurar a primeira comemoração Jidai em 1895, o governo da cidade construiu o Santuário Heian (平安神宮, Heian jingū) para consagrar o espírito do Imperador Kanmu. Para adicionar significado ao festival, ele passou a contar com uma procissão de fantasias que representavam o povo de cada era na história de Quioto. Em 1940, o governo local decidiu que além de honrar o Imperador Kammu, o festival Jidai também ocorria em honra do Imperador Komei (孝明天皇, Kōmei-tennō) (22 de julho de 1831 – 30 de janeiro de 1867), por seu trabalho de unificação do país, o poder da corte imperial e a afirmação de Quioto como centro do Japão no declínio do xogunato Tokugawa e do período Edo.
O Jidai Matsuri começa no início da manhã com o mikoshi (santuário portátil) trazido do Antigo Palácio Imperial para que as pessoas pudessem prestar suas honras. Os mikoshis representam os imperadores Kanmu e Komei, respectivamente. A procissão de cinco horas e dois quilômetros começa à tarde, com aproximadamente 2 mil apresentadores vestidos como samurais, figuras militares e pessoas comuns, desde as eras mais antigas até o período Meiji. Eles são seguidos por mulheres japonesas que estão vestidas para que as pessoas podem prestar seus respeitos. Os mikoshi representam os imperadores Kanmu e Kōmei, respectivamente. A procissão de fantasia de cinco horas e dois quilômetros começa à tarde, com cerca de 2.000 artistas vestidos de samurais, figuras militares e pessoas comuns, desde as eras mais antigas até a era Meiji. São seguidas por mulheres japonesas nos seus jūnihitoe (十二単衣, juunihitoe) elaborados. E, finalmente, os mikoshis são carregados do palácio e acompanhados por uma banda militar fantasiada que toca um gagaku. A procissão termina no Santuário Heian.

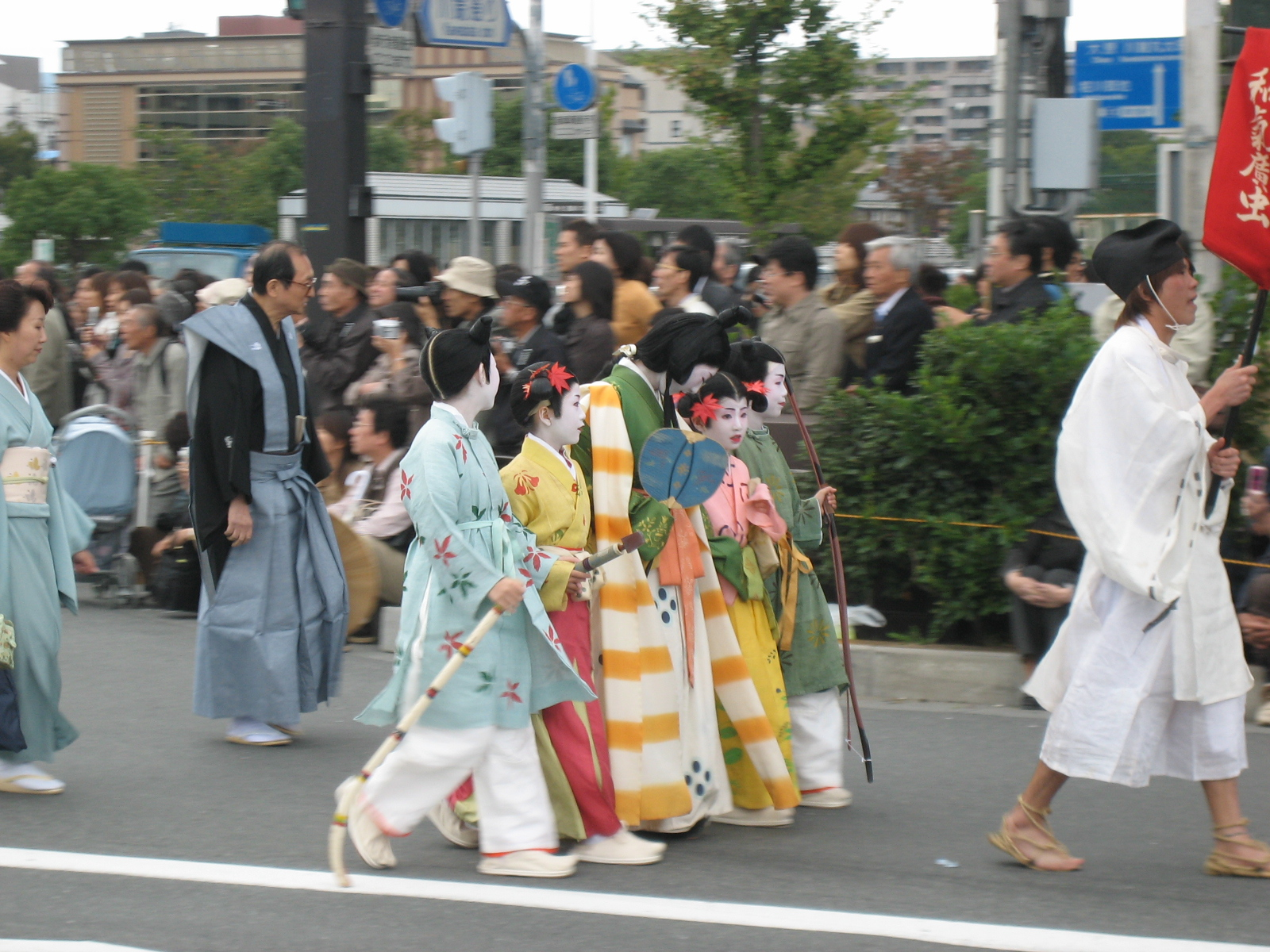
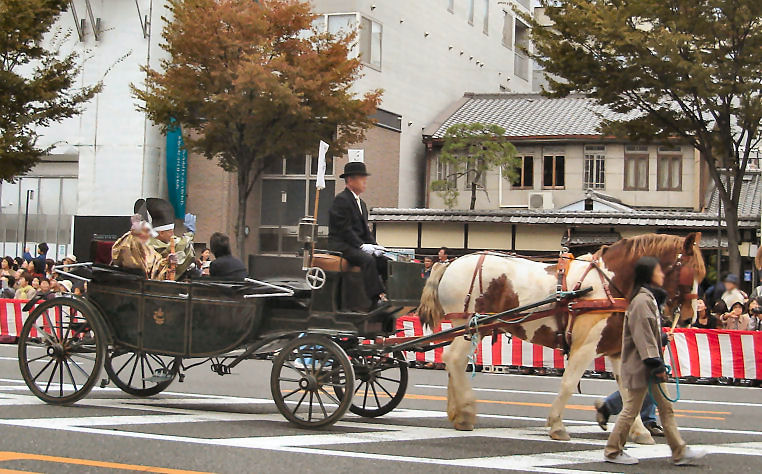
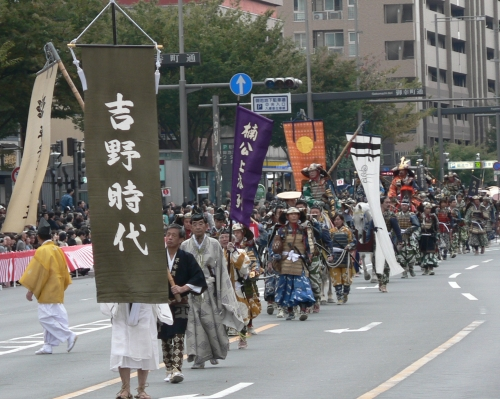